# 神田川JET GIRLS
《神田川JET GIRLS》是由KADOKAWA、Marvelous、EGG FIRM共同推出的日本跨媒體製作企劃。主要製作人為開發《閃亂神樂》、《女武神驅動》的高木謙一郎，負責角色原案的為鳴子花春。
故事以虛構的水上競技「Jet Race」為題材，Jet Race由兩位女性運動員搭檔參加，一人擔任水上摩托車的駕駛，一人在後座持槍射擊對手。

## 登場角色

### 神田川JET GIRLS
波黃凜（聲：篠原侑）
區立淺草女子高中一年級生，原本住在五島列島的小值賀町。母親是有名的Jet Race選手蘭，本身也具備充足的知識，但並未參與任何一場比賽，同時是淺草女子高中Jet Race社的創辦人。
蒼井美紗（聲：小原莉子）
區立淺草女子高中一年級生，曾因某些原因放棄了Jet Race，直到遇見凜後才重新燃起熱情。

### DRESS
紫集院輝夜（聲：田所梓）
私立武藏野女學館三年級生，是學校的Jet Race王牌。對自己總是充滿自信，同時也默默地在努力。
滿腹黑丸（聲：洲崎綾）
私立武藏野女學館三年級生，身材高大，是代代侍奉紫集院家的忍者後裔。

### Hell's Kitchen
潘子瑜（聲：大久保瑠美）
CS Production學園一年級生，和雙胞胎妹妹蒂娜組成Jet Race雙人組「Hell's Kitchen」。
潘蒂娜（聲：大空直美）
CS Production學園一年級生，子瑜的雙胞胎妹妹，特徵是團子頭。

### 雲海SURFERS
珍妮佛·碧琪（聲：Lynn）
加利福尼亞海岸高中日本分校二年級生，美國人，以特別生的身分就讀日本分校。喜歡日本文化，尤其對武士著迷。
艾米莉·奧倫奇（聲：菲魯茲·藍）
加利福尼亞海岸高中日本分校二年級生，美國人，同樣也以特別生的身分就讀日本分校。熱愛日本文化，特別崇拜忍者，甚至與人交談時會使用忍者的口吻。

### MKHU
白石真夏（聲：安濟知佳）
新宿區立高田馬場女學院二年級生，膚色較為黝黑的辣妹，對於黃色笑話沒有抵抗力。
綠川柚（聲：前田佳織里）
新宿區立高田馬場女學院三年級生。

### 水龍會
環楓花（聲：朝井彩加）
聖橋大學附屬高中二年級生。幼年時總是待在家裡讀書很少出門，平時待人有禮，當一騎上機器時會性格大變。
翠田祈（聲：內田彩）
聖橋大學附屬高中二年級生。家中是神社，對任何人都很有禮貌。

### 其他
蒼井麗莎（聲：茅原實里）
美紗姊姊。武藏野女學館Jet Race的教練。
萬條阿克婭（聲：M‧A‧O）
在比賽中負責擔任主播及實況轉播的學生，擅於帶動氣氛。
syoco（聲：佐藤聰美）
在比賽中負責擔任賽評及賽事解說的學生，面對何種狀況都能一派冷靜地分析現況。

## 電視動畫
2019年10月8日至2020年1月7日於AT-X播放。旁白由日高範子擔任。

### 製作人員
- 原作：KJG BOOSTERS
- 原案：高木謙一郎
- 角色原案：鳴子花春
- 角色設計：宮澤努[12]
- 機器設計：麥谷興一、山本七式[12]
- 道具設計：宮豐
- 美術監督：中村典史、平良亞衣子
- 美術設定：佐藤步
- 色彩設計：松山愛子
- 剪輯：木村佳史子
- 音樂：noisycroak[12]
- 音響監督：濱野高年[12]
- 動畫製作：TNK[12]
- 製作：KJG PARTNERS

### 主題曲
片頭曲「BULLET MERMAID」
作詞：古屋真，作曲、編曲：，主唱：波黃凛（篠原侑）、蒼井美莎（小原莉子）
片尾曲「RIVALS」
作詞：安藤紗紗，作曲、編曲：神田John，主唱：田所梓

### 各話列表
| 話數 | 日文標題 | 中文標題             | 劇本     | 分鏡                              | 演出               | 作畫監督                                                                                            |
| ---- | -------- | -------------------- | -------- | --------------------------------- | ------------------ | --------------------------------------------------------------------------------------------------- |
| #1   |          | 神田川在呼喚著少女們 | 雜破業   | 金子拓                            | 長濱亘彥           | 宮澤努、後藤潤二 清水勝祐、中島美子 櫻井拓郎、中嶋忠二 羽野廣範                                     |
| #2   |          | 王牌的驕傲           | 雜破業   | 西島克彥                          | 藏本穗高           | 宮澤努、後藤潤二 清水勝祐、服部益實 齊藤香織、神田岳 渡邊                                           |
| #3   |          | 大開眼界             | 雜破業   | 日下直義 金子拓                   | 村山靖             | 山村俊了、阿形大輔 粟井重紀、津熊健德 岡辰也、烏宏明                                                |
| #4   |          | My Favorite          | 雜破業   | 朝岡卓矢                          | 朝岡卓矢           | 朝岡卓矢、威廉·李 神田岳、木村剛 後藤潤二、齊藤香織 齊藤佳子、榊原大河 清水勝祐、服部益實 渡邊      |
| #4.5 |          | 總集篇               | -        | -                                 | -                  | -                                                                                                   |
| #5   |          | 偶像選手             | 雜破業   | 日下直義 金子拓                   | 玉田博             | 佐藤敏明、服部憲知 櫻井拓郎、後藤潤二 齋藤佳子                                                      |
| #6   |          | 兩人所不足的東西     | 雜破業   | 西島克彥                          | 南康宏             | 神田岳、北島勇樹 木村剛、後藤潤二 齊藤香織、齊藤佳子 榊原大河、櫻井拓郎 清水勝祐、中島美子 服部益實 |
| #7   |          | 狂奔的理由           | 小山真   | 柳澤哲也                          | 長濱亘彥           | 永作友克、安達祐輔 服部憲知、坪田慎太郎 本田創一、林信秀                                            |
| #8   |          | 妞妞大人             | 德永卓司 | 日下直義 金子拓                   | 加藤顯             | 向山祐治、門智昭 柏木信弘、後藤潤二 齊藤佳子、清水勝祐 渡邊                                         |
| #9   |          | 蛻變的駕駛者         | 山下憲一 | 朝岡卓矢                          | 朝岡卓矢           | 齊藤佳子、後藤潤二 北島勇樹、清水勝祐 齊藤香織、渡邊 中島美子、神田岳 朝岡卓矢                      |
| #10  |          | 來去暑期打工         | 小山真   | 西島克彥                          | 長濱亘彥           | 佐藤敏明、齊藤佳子 後藤潤二、神田岳 石動仁、清水勝祐 北島勇樹、福島豐明 渡邊、齊藤香織 福永純一     |
| #11  |          | 凜要回老家了         | 徳永卓司 | 柳澤哲也                          | 工藤寛顕           | 小島えり、北條真純、川口弘明                                                                        |
| #12  |          | 屬於我們的Jet Race   | 山下憲一 | 柳澤哲也 金子拓 西島克彦 朝岡卓矢 | 長濱亘彥、朝岡卓矢 | 朝岡卓矢、神田岳 きむら剛、北島勇樹 ごとうじゅんじ、齊藤佳子 佐藤敏明、清水勝祐 渡部はるか          |

### BD／DVD
| 卷數 | 發售日期      | 收錄話數      | 規格編號   | 規格編號   |
| 卷數 | 發售日期      | 收錄話數      | BD         | DVD        |
| ---- | ------------- | ------------- | ---------- | ---------- |
| 1    | 2020年1月24日 | 第1話－第4話  | ZMXZ-13651 | ZMBZ-13661 |
| 2    | 2020年2月26日 | 第5話－第8話  | ZMXZ-13652 | ZMBZ-13662 |
| 3    | 2020年3月25日 | 第9話－第12話 | ZMXZ-13653 | ZMBZ-13663 |

## 遊戲
同名遊戲於2020年1月16日由Marvelous發售PlayStation 4版本，2020年8月26日在Steam發售Windows版本。

## 外部連結
- 電視動畫《神田川JET GIRLS》官方網站 （页面存档备份，存于）（日語）
- PS4遊戲《神田川JET GIRLS》官方網站 （页面存档备份，存于）（日語）
- 神田川JET GIRLS 計劃的X（前Twitter）（日語）